# Merodontis tenella
Merodontis tenella är en svampart som först beskrevs av Penz. & Sacc., och fick sitt nu gällande namn av Frederic Edward Clements 1909. Merodontis tenella ingår i släktet Merodontis, ordningen disksvampar, klassen Leotiomycetes, divisionen sporsäcksvampar och riket svampar.   Inga underarter finns listade i Catalogue of Life.